# زواج
الزواج في اللغة العربية يعني الاقتران والازدواج، فيقال زوج بالشيء، وزوجه إليه: قرنه به، وتزاوج القوم وازدوجوا: تزوج بعضهم بعضاً، والمزاوجة والاقتران بمعنى واحد.
اصطلاحا، الزواج عادة ما يعني العلاقة التي يجتمع فيها رجل (يدعى الزوج) وامرأة (تدعى الزوجة) لبناء عائلة، والزواج علاقة متعارف عليها ولها أسس قانونية، مجتمعية ، دينية وثقافية، وفي كثير من الثقافات البشرية يُنظر للزواج على أنه الإطار الأكثر قبولاً للالتزام بعلاقة جنسية وإنجاب أو تبني الأطفال بهدف إنشاء عائلة.
غالباً ما يرتبط الشخص بزوج واحد فقط في نفس الوقت، ولكن في بعض المجتمعات هناك حالات لتعدد الزوجات أو تعدد الأزواج.
في كثير من الحالات يحصل الزواج على شكل عقد شفوي وكتابي على يد سلطة دينية أو سلطة مدنية أو مجتمعية. وعادة ما يستمر الارتباط بين الزوجين طول العمر، وفي بعض الأحيان ولأسباب مختلفة يفك هذا الرابط بالطلاق بتراضي الطرفين أو بقرار من طرف آخر كالقضاء أو المحاكم بالتطليق أو فسخ العقد.

## تاريخ الزواج
يمتد تاريخ الزواج، كما هو متعارف عليه، بين البشر إلى عهد آدم وحواء، حيث مَثلاَّ أول لبنة زواج شرعي في تاريخ البشرية.
اختلفت طرق الزواج على امتداد التاريخ البشري، حيث أن الارتباط في البداية بين الرجل والمرأة كان مقتصرا على شرط قبول الطرفين ببعضهما البعض، ثم تطور الأمر بتطور المجتمعات والعادات وظهور التشريعات الدينية لتصبح عملية الزواج أكثر تنقيحا ويصبح لها أسس وقوانين وشروط لإتمام الزواج.
لا تزال للزواج عادات سائدة حتى يومنا هذا وهو ما يسمى بالزواج التقليدي، حيث يبدأ الأهل بالبحث عن الزوجة المناسبة (وفقا لشروطهم ومعاييرهم) لابنهم حين بلوغه لسن الزواج والقيام بخطبة الفتاة، وهذه الشروط والمعايير تختلف من أمة إلى أخرى ومن بلد إلى آخر ومن عصر إلى آخر.
وبتطور الحال والعصور أضيفت عملية اختيار جديدة إلى جانب الزواج التقليدي وهو أن يقوم الولد والبنت بالاتفاق مع بعضهم قبل أن يقوم الأهل بخطوة الخطبة، وذلك من خلال مجال الدراسة أو مجال الوظيفة أو من خلال وسائل الإعلام كالنشر في صفحات التعارف للزواج في المجلات أو عبر شبكة الإنترنت حيث يتواجد العديد من المواقع التي تقدم خدمة التوفيق للباحثين والباحثات عن شريك العمر.

## السن الملائم للزواج
نظريا، ينصح بالزواج في سن يظهر فيه كل من الرجل والمرأة درجة من الوعي والقدرة على تحمل المسؤولية الاقتصادية والتربوية. غير أن الأمر قد لا يتبع في حال توفر المرافقة الاجتماعية كمساعدة الأهل والأقارب.

## اختيار الشريك
راجع: قيمة إنجابية
تختلف معايير اختيار الزوج باختلاف العادات والمعتقدات والثقافات ودرجة التحصيل العلمي. المعايير التي يختار على أساسها الرجال أو النساء أو حتى الأولياء في معظمها تشمل بعض من الأحوال التالية:
- اختيار الشريك على أساس عاطفي
- اختيار الشريك على أساس المال
- اختيار على أساس الجمال أو القوة البدنية
- اختيار الشريك من أجل الدين والالتزام به
- اختيار الشريك من أجل الجاه والنسب والمرتبة والحالة الاجتماعية.

و الزواج أيضا يبنى على الحب الحقيقي للطرفين.

## زواج الأقارب
كان العرب في الجاهلية يؤثرون الزواج من نساء الأسرة أو القبيلة (خاصة من بنت العم) لأنهم كانوا يعتقدون أن هذا يشد أواصر الأسرة ويحفظ ثروتها، ولكن الإسلام حث على الزواج من الغرائب لتحقيق غايتين أساسيتين. الأولى هي ربط الأسر بالنسب فتخف بذلك حدة العصبية القبلية. وأما الثانية فهي تجديد الدم في النسل فإن حصر الزواج بالأقارب يخمد نشاط الخلايا الدموية وقد يضعف النسل، وفي ذلك يقول الشاعر:

## العزوف عن الزواج
أصبحت ظاهرة عزوف الشباب عن الزواج ملحوظة في مجتمعات عدة. ومن الأسباب هو عدم تحمل الشاب المسؤولية ورغبة في حرية أكبر بعيدا عن الالتزامات الزوجية. ففي المجتمعات الغربية يفضل البعض العيش مع شريكه دون رابطة الزواج. كما أن تأثير الجوانب الاقتصادية في بعض المجتمعات الأخرى وضعف قدرة الشباب على تلبية مطالب أهل العروس وارتفاع التكاليف كلها من الأسباب التي تؤدي إلى عزوف الشباب.
وأسباب أخرى منها ما هو نفسي مثل رهاب الزواج ومنها ما هو مادي أو اجتماعي.

## مراسيم الزواج
بالنسبة للتقاليد فهي تختلف حسب البلدان والمناطق. فمثلا في دول شمال أفريقيا مثل تونس وليبيا يمتد الزواج لمدة 7 أيام متواصلة، يبدأ بليالي الحنة وينتهي بليلة الزفاف والتي يحبذ أن تكون ليلة يوم الخميس. أما في العراق فالزواج يكون على يومين الحنة ثم الزواج. أما في المغرب فيمتد الزواج يومين ليلة للحناء يحبذ ان تكون يوم السبت، وليلة للزفاف يحبذ ان تكون يوم الأحد، أما في سوريا فيكون في يوم واحد لمدة 4-5 ساعات مع العلم أن تكاليف ليلة الزفاف باهظة للغاية.

### الزواج الجماعي
تلبية لحث بعض الأديان على الزواج والترغيب فيه، ومنها دعوة نبي الإسلام محمد الشباب المسلم للزواج فقال: (يا معشر الشباب من استطاع منكم الباءة فليتزوج)، ومن جهة أخرى بسبب غلاء التكاليف يلجأ البعض إلى تنظيم عرس جماعي لكي يتقاسم الأزواج التكاليف وفي بعض الأحيان ترعى بعض الجهات المراسيم وتتكفل بالمصاريف.

## معرض صور

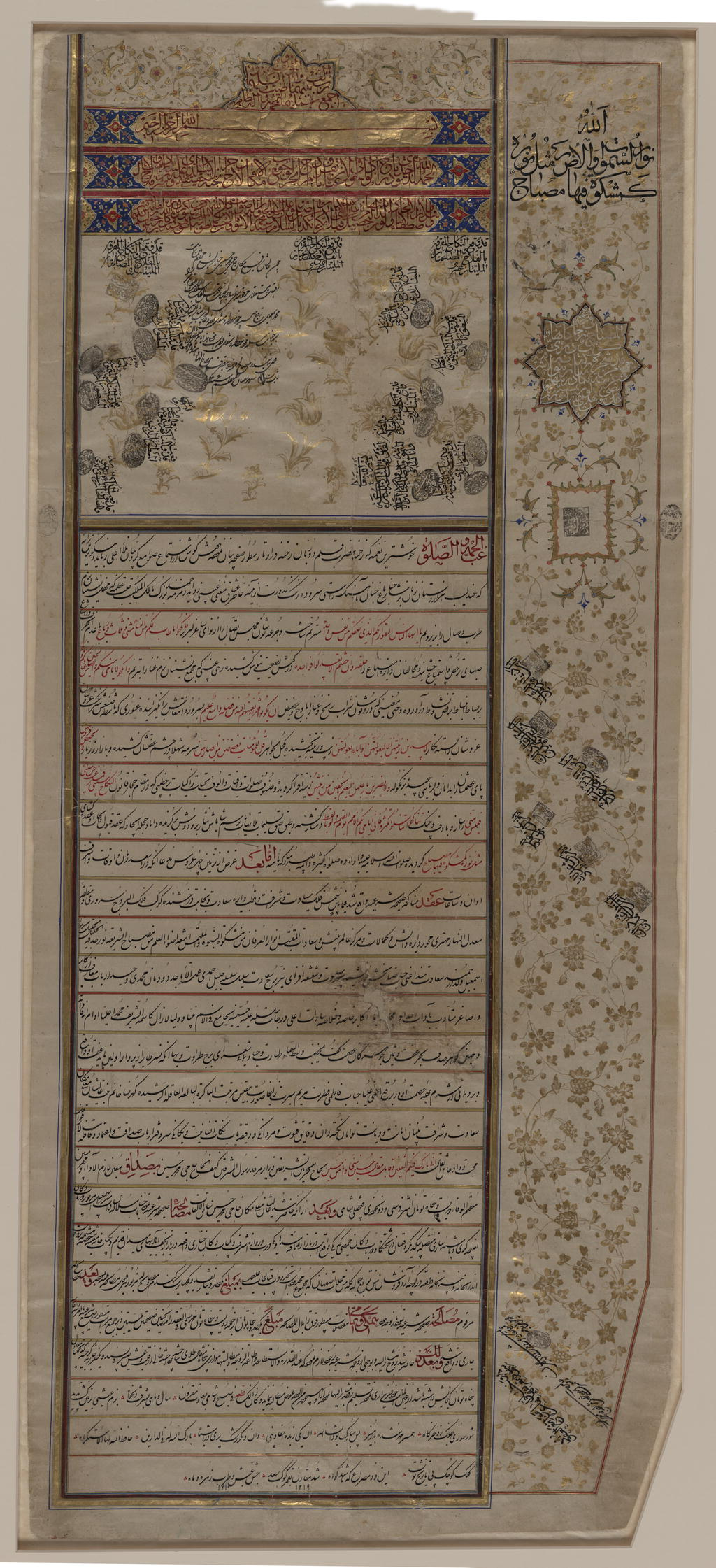
عقد زواج حرّر بفارس (إيران) عام 1219 هـ / 1804-1805م
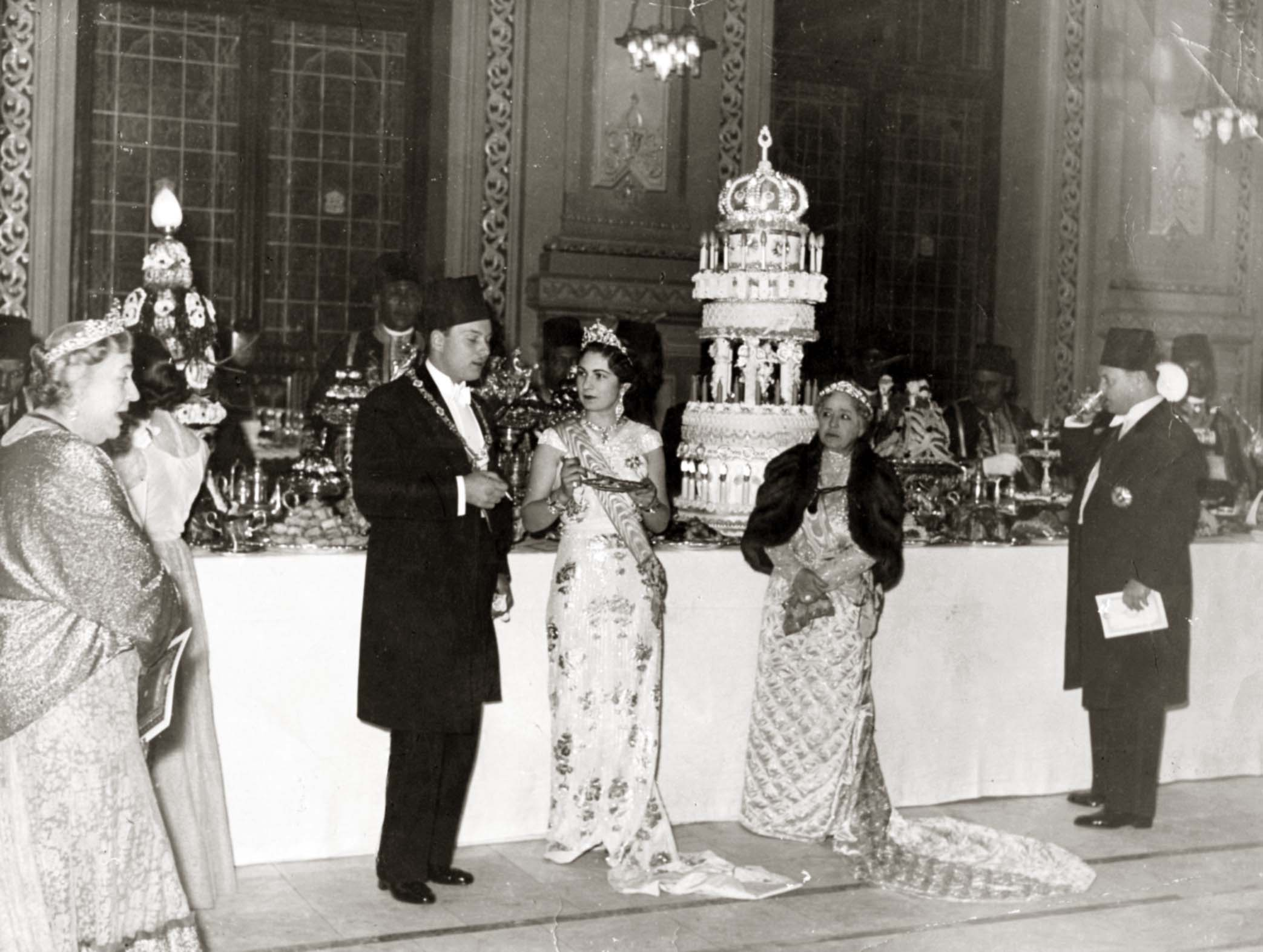
حفل زفاف فاروق وفريدة
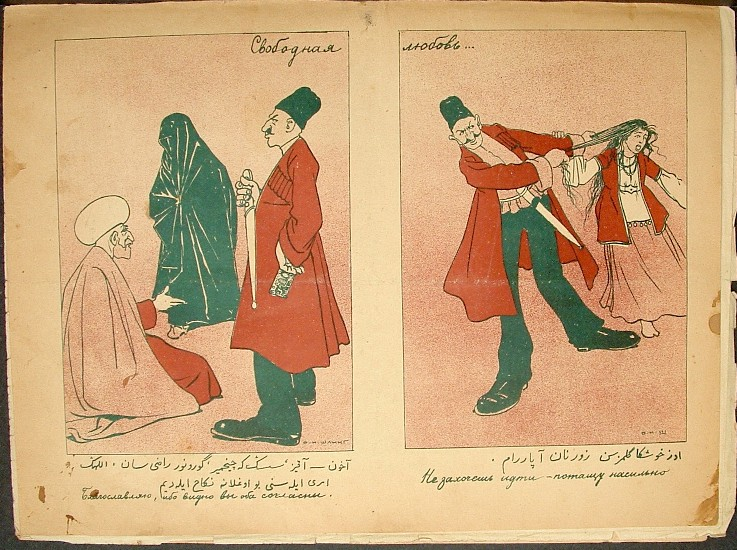
صورة تنتقد تقاليد المجتمع الأذري القديمة لممارسة العنف المنزلي ضد المرأة وعدم مشاركة النساء في الحياة السياسية والاجتماعية
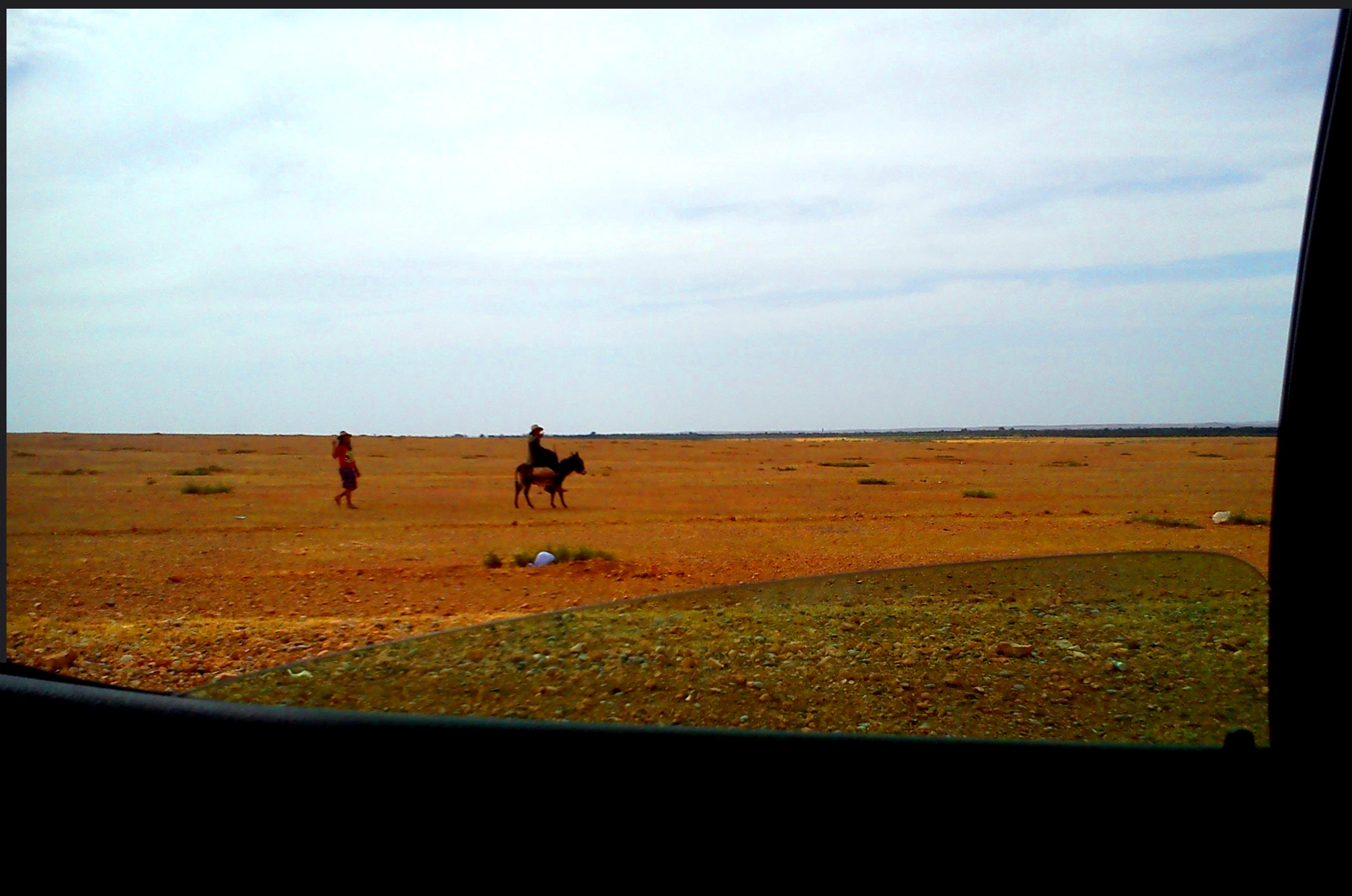
زوجان فلاحان في منطقة قروية
مراسم زفاف حسب الطقوس المسيحية الشرقية

## وصلات خارجية
- Gillis، John R. (1985). For Better, for Worse: British Marriages, 1600 to the Present. Oxford University Press. ISBN:019503614X. مؤرشف من الأصل في 2017-05-25.
- 'Forever and a Day' or 'Just One Night'? On Adaptive Functions of Long-Term and Short-Term Romantic Relationships
- "Legal Regulation of Marital Relations: An Historical and Comparative Approach –  Gautier 19 (1): 47 –  International Journal of Law, Policy and the Family". مؤرشف من الأصل في 2009-06-14. اطلع عليه بتاريخ 2007-06-13.
- يوسف، القرضاوي (2004). سنة أولى زواج. الدار العربية للعلوم-ناشرون. ISBN:9953298378. مؤرشف من الأصل في 2019-12-31.